# Fridtjof Kelber

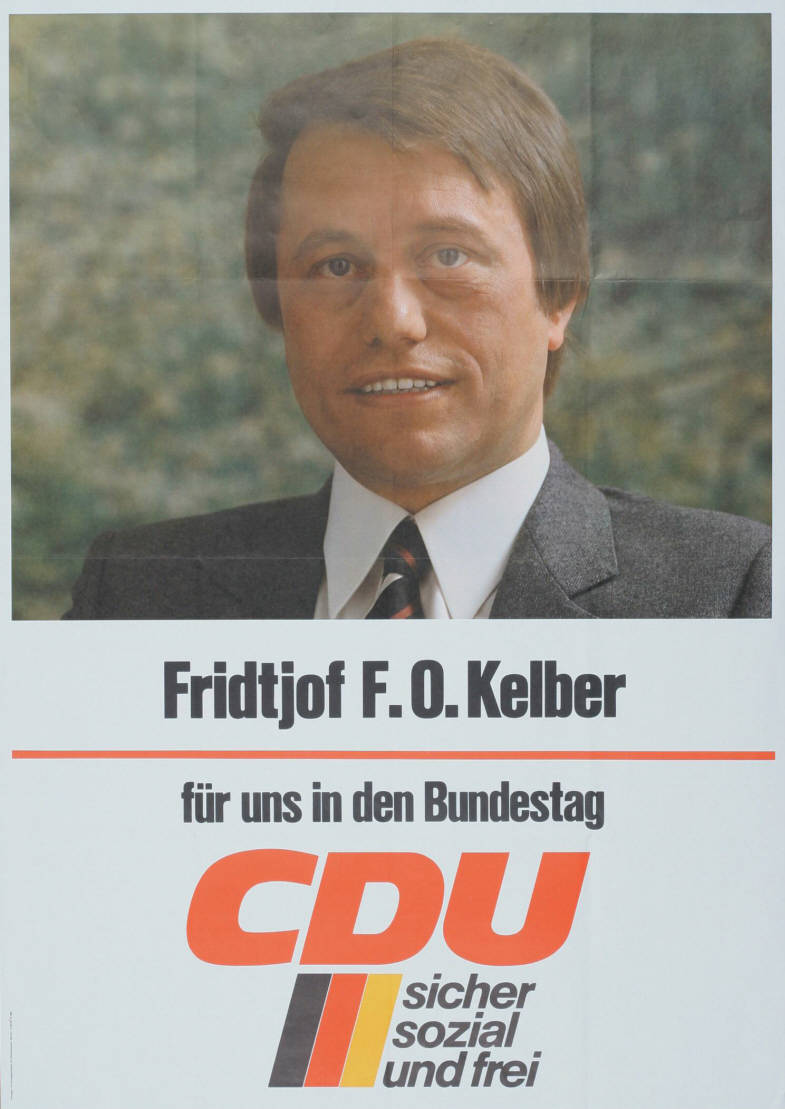
Kandidatenplakat zur Bundestagswahl 1980

Fridtjof F.O. Kelber (* 17. August 1938 in Hamburg; † 17. Oktober 2021 in Hamburg) war ein deutscher Politiker der CDU und Mitglied der Hamburgischen Bürgerschaft.

## Leben

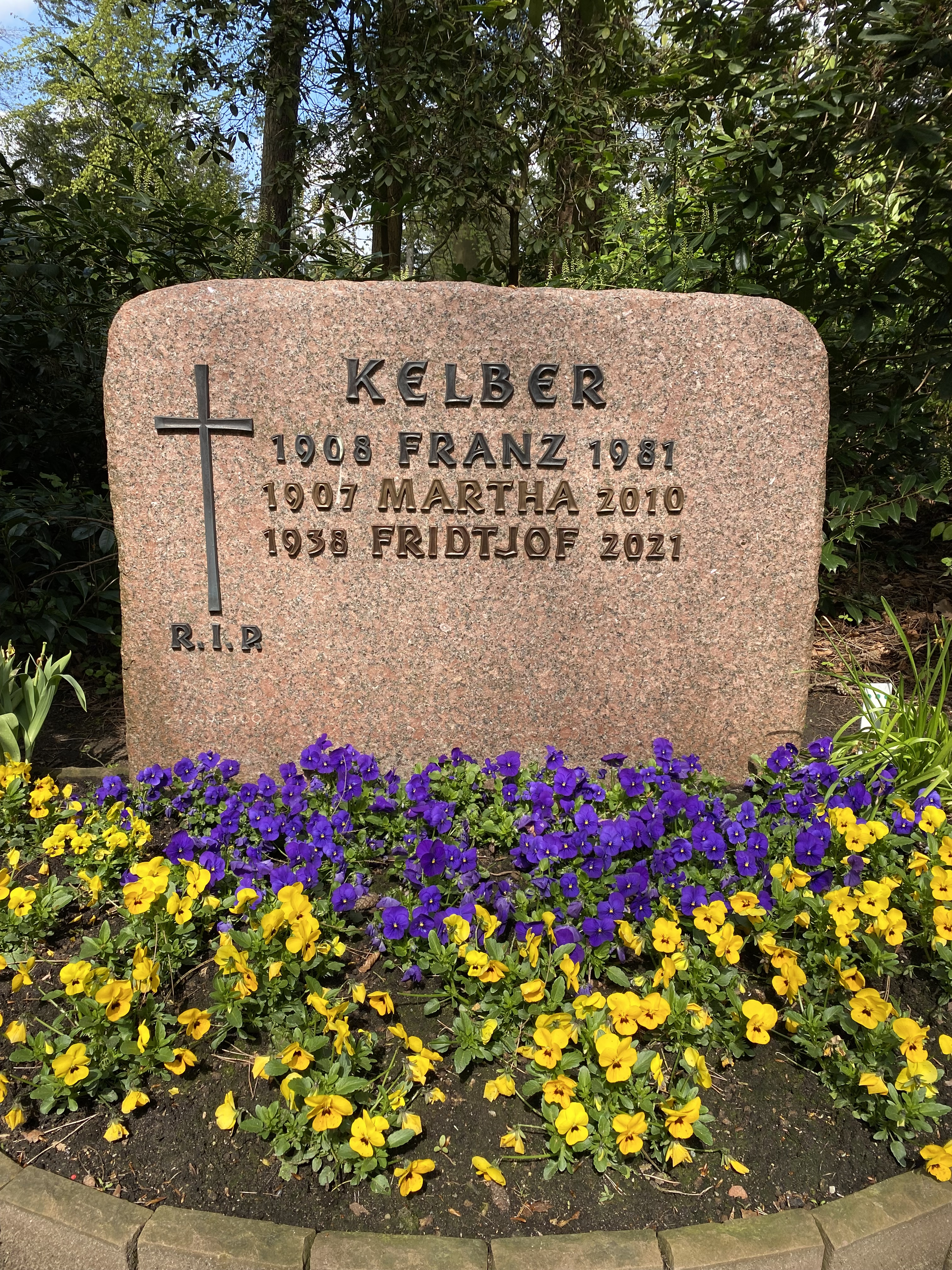
Grabstätte auf dem Friedhof Bergedorf

Fridtjof Franz Otto Kelber wurde am 17. August 1938 in Hamburg geboren. Seine Eltern stammten aus Fritzlar. Sein Vater arbeitete als Lehrer, zunächst im katholischen Schuldienst, nach Verbot der katholischen Schulen im staatlichen Schuldienst. Nach seinem Abitur begann er an der Universität Hamburg zu studieren. Er trat, wie auch schon sein Vater, am 1. Juni 1958 in den W.K.St.V. Unitas Tuisconia ein. Im Sommersemester 1960 wechselte er an die Universität Tübingen, wo er in die Unitas Markomannia eintrat und sie im Wintersemester 1960/61 als Senior leitete. Nach diesem Semester kehrte er zurück nach Hamburg. Dort wirkte er als Senior der Tuisconia.
Kelber war jahrelang Schuldirektor an der katholischen Haupt- und Realschule Lämmersieth (jetzt Franz-von-Assisi-Schule) in Hamburg. Er war von 1970 bis 1993 für die CDU in der Hamburger Bürgerschaft vertreten. Dort war er für die CDU-Fraktion unter anderem stellvertretender Fraktionsvorsitzender und im Stadtentwicklungsausschuss, im Bauausschuss und im Schulausschuss tätig. Von 1970 bis 1986 gehörte er daneben auch der Bezirksversammlung Bergedorf an.
Er gehörte der Wahlkreiskommission für die Bürgerschaftswahl 2004 an und war Studienleiter der Jürgen-Echternach-Stiftung für Bildung und Demokratie (2001 bis 2007). Seit 2008 leitete er Seminare zur politischen Bildung der Konrad-Adenauer-Stiftung in Cadenabbia am Comer See in Italien. 2008 wurde er Präsident der Vereinigung der ehemaligen Mitglieder der Hamburgischen Bürgerschaft.
Nach seiner Pensionierung engagierte sich Kelber in seiner katholischen Pfarrgemeinde, beispielsweise als Lektor, und im Unitas-Verband. Kelber starb nach kurzer schwerer Krankheit am 17. Oktober 2021 in Hamburg. Am 5. November 2021 fand in St. Marien Bergedorf das Requiem statt. Seine letzte Ruhestätte erhielt Fridtjof Kelber auf dem Friedhof Bergedorf. 